# Kościół św. Jadwigi Śląskiej w Brzegu
Kościół św. Jadwigi Śląskiej – rzymskokatolicki kościół filialny, kościół zamkowy w Brzegu w województwie opolskim. Świątynia należy do parafii Podwyższenia Krzyża Świętego w Brzegu w dekanacie Brzeg północ, archidiecezji wrocławskiej. Dnia 15 listopada 1958 roku, pod numerem 514/58 świątynia została wpisana do rejestru zabytków województwa opolskiego.

## Historia i architektura
Przylegająca do zamku od południowego zachodu gotycka, kamienno-ceglana dawna kaplica zamkowa powstała na miejscu kolegiaty z lat 1368–1369, w wyniku jej przebudowy w połowie XVI stulecia. Zniszczona w 1741 roku bombardowaniem przez Prusaków – ocalało tylko prezbiterium, które po przebudowie w latach 1783–1784 stało się mauzoleum Piastów brzeskich (do 1945 roku w krypcie znajdowały się 22 sarkofagi). Po częściowym zniszczeniu w czasie II wojny światowej (mimo to w tymże roku odprawiono tu pierwszą po wojnie mszę świętą dla ludności polskiej), odbudowana i regotyzowana (z inicjatywy księdza prałata K. Makarskiego) oraz powtórnie poświęcona jako kościół w 1989 roku. W obecnym wystroju m.in. współcześnie namalowane drzewo genealogiczne Piastów i marmurowe epitafium upamiętniające miejsce pochówku Piastów brzeskich (obecnie sarkofagi, znajdują się w przyległym Muzeum Piastów Śląskich).